# Biörn Ivemark
Biörn Isaac Ivemark, ursprungligen Isaacsson, född 4 maj 1925 i Karlstad, död 25 mars 2005 i Carcassonne, Frankrike, var en svensk läkare och medicinsk forskare som bland annat upptäckte Ivemarks syndrom, en form av heterotaxisyndrom.
Ivemark blev medicine licentiat vid Karolinska Institutet 1951, medicine doktor 1956, var docent i patologi vid Karolinska Institutet 1956-1960, Research Fellow vid Children’s Hospital i Boston, Massachusetts, USA, 1953-1954, 1:e assist och biträdande lärare i pediatrisk patologi vid Karolinska Institutet 1954-1955, och blev 1960 laborator (t.f. 1959).
Ivemark var ledamot av Lilla Sällskapet 1969-1979, och satt på stol nr 7.